# Liste der Kulturdenkmäler in Puderbach
In der Liste der Kulturdenkmäler in Puderbach sind alle Kulturdenkmäler der rheinland-pfälzischen Ortsgemeinde Puderbach einschließlich des Ortsteils Reichenstein aufgeführt. Grundlage ist die Denkmalliste des Landes Rheinland-Pfalz (Stand: 9. Februar 2023).

## Denkmalzonen
| Bezeichnung                    | Lage                       | Baujahr | Beschreibung                                            | Bild                           |
| ------------------------------ | -------------------------- | ------- | ------------------------------------------------------- | ------------------------------ |
| Denkmalzone Jüdischer Friedhof | Puderbach, Bergstraße Lage | 1898    | 1898 angelegt; umgrenztes Areal mit etwa 50 Grabsteinen | weitere Bilder Fotos hochladen |

## Einzeldenkmäler
| Bezeichnung         | Lage                                                      | Baujahr                            | Beschreibung | Bild                           |
| ------------------- | --------------------------------------------------------- | ---------------------------------- | --- | ------------------------------ |
| Evangelische Kirche | Puderbach, Ackerweg Lage                                  | 1886/87                            | neugotischer Bruchsteinsaal, 1886/87 | weitere Bilder Fotos hochladen |
| Bahnhof Puderbach   | Puderbach, Bahnhofstraße 8 Lage                           | um 1885                            | ehemaliger Bahnhof, um 1885; Empfangsgebäude, eineinhalbgeschossiger Bruchstein-Typenbau                                                                  | weitere Bilder Fotos hochladen |
| Wohnhaus            | Puderbach, Reichensteiner Weg 5 Lage                      | um 1930                            | repräsentativer Putzbau, Reformarchitektur, um 1930 | BW                             |
| Quereinhaus         | Reichenstein, Burgstraße 9 Lage                           | zweite Hälfte des 19. Jahrhunderts | Backstein-Quereinhaus, zweite Hälfte des 19. Jahrhunderts                                                                                                 | Fotos hochladen                |
| Hofanlage           | Reichenstein, Rosenstraße 19 Lage                         | 18. Jahrhundert                    | Fachwerkhaus, teilweise massiv, Krüppelwalmdach, 18. Jahrhundert; Gesamtanlage mit Fachwerkscheune, teilweise massiv, und Nebengebäuden. Bezeichnet 1795. | weitere Bilder Fotos hochladen |
| Burg Reichenstein   | Reichenstein, nordöstlich des Ortes auf dem Burgberg Lage | um 1329                            | Teile des Bergfrieds und eines Rundturms, wohl gegen 1329                                                                                                 | weitere Bilder Fotos hochladen |